# Cincinnobotrys pulchella
Cincinnobotrys pulchella är en tvåhjärtbladig växtart som först beskrevs av John Patrick Micklethwait Brenan, och fick sitt nu gällande namn av Jacq.-fél.. Cincinnobotrys pulchella ingår i släktet Cincinnobotrys och familjen Melastomataceae. Inga underarter finns listade i Catalogue of Life.